# Zeta Eridani
Désignations
Zeta Eridani (ζ Eridani / ζ Eri), également nommée Zibal, est une étoile binaire de la constellation de l'Éridan. Sa magnitude apparente est de 4,8 et elle se situe à ∼ 115 a.l. (∼ 35,3 pc) du Soleil.
Zeta Eridani est un système binaire spectroscopique à raies simples avec une période orbitale de 17,9 jours et une excentricité de 0,14. Son étoile visible est une étoile blanche de la séquence principale et une étoile Am de type spectral kA4hA9mA9V
Zibal, le nom traditionnel de Zeta Eridani, a été officialisé par l'Union astronomique internationale le 12 septembre 2016.